# 에스타디 데 사리아
에스타디 데 사리아(카탈루냐어: Estadi de Sarrià əsˈtaði ðə səriˈa, 사리아 경기장), 혹은 에스타디오 데 사리아(스페인어: Estadio de Sarrià)는 스페인 카탈루냐 주 바르셀로나에 있었던 축구 경기장이다. 이 경기장은 1923년부터 1997년까지 에스파뇰의 안방 구장이었고, 사리아 구에 있었다.

## 초창기
경기장의 명칭은 인근의 도로명을 따서 지어졌는데, 바르셀로나 로와 사리아 길의 모퉁이에 있었다. 경기장은 1922년 12월 31일에 마티아스 콜메나레스의 감독 하에 착공했고, 경기장 건설에 170,000 페세타의 예산이 소요되었다. 본래 경기장 수용 인원은 40,000명이었으나, 시공사의 부도로 인해 개장 당시 10,000명의 관중만을 수용할 수 있는 구장으로 개장했다.
개장 경기는 1923년 2월 18일에 열렸는데, 에스파뇰이 산츠를 4-1로 이겼고, 1호골의 주인공은 비센츠 토니후안이었다. 1929년, 에스파뇰은 스페인 전국 무대에서 사상 처음으로 대회 정상을 차지했다. 2월 10일, 이 경기장에서 '피투스' 프라츠가 이 경기장에서의 라 리가 1호골 주인공이 되었다. 그러나, 에스파뇰은 수 차례 카탈루냐 선수권 대회 우승을 거두었지만, 또다시 스페인 컵대회 우승을 거두기 위해 1940년까지 기다려야 했다.

## 계속된 확장 공사
1948년, 에스파뇰은 파코 사엔스 회장 임기에 경기장을 다시 매입했는데, 당시 소유주였던 리바 가문에 5M 페세타를 지불했다.
1951년, 남쪽 골대의 스탠드가 철거되었고, 1956년에 더 큰 규모의 스탠드가 세워졌다. 1960년, 야간 조명이 설치되었다.
1960년대에 들어 카예타노 레, 마르티알, 로디야, 호세 마리아, 그리고 페크가 사리아 연고 구단 소속으로 뛰었지만, 이들 중에서 독보적인 선수들로는 쿠벌러 라슬로(1963–1964)와 알프레도 디 스테파노(1964–1967)가 있었는데, 둘은 이 구단에서 현역 생활 마침표를 찍었다.
당시 회장이었던 마누엘 멜레르는 남쪽 스탠드를 완공하고, 새로 지어진 화랑보다 높게 지었고, 하부를 새로 짓고, 북쪽 스탠드를 개조했는데, 이 사업을 모두 12년 안에 해냈다.

## 1980년대와 1990년대

### 1982년 FIFA 월드컵
사리아 경기장은 1982년 FIFA 월드컵 세 경기를 개최했는데, 세 경기 모두 2차 조별 리그의 C조 경기로, 이 조에 속한 3국 모두 이 대회에서 손꼽히는 우승 후보들로, 아르헨티나, 브라질, 그리고 나중에 우승을 차지한 이탈리아가 한 조에 들어갔다. 가장 결정적인 경기는 세 번째 경기로, 이탈리아가 브라질을 3-2로 이겼고, 이 경기는 FIFA 월드컵 역사상 최고의 경기로 손꼽히며 회자된다. 사리아 구장은 이 경기들은 주최하기에 규모가 작다고 비난받았다. 당시 이 경기를 치를 당시 관중들이 밀집되어 가득 채웠기에 같은 도시에 있으며 벨기에, 소련, 그리고 폴란드 유럽 3국의 리그전을 개최한 캄 노우와 비교되었다. 캄 노우에서 벌어진 3번의 2차 조별 리그 경기 모두 최대 65,000명의 관중만이 웅집했는데, 이는 경기장 수용 인원인 100,000명에 한참 못 미치는 수치였다. 그러나, 혹자의 의견에 따르면 빽빽히 관중이 웅집한 경기장은 경기를 더욱 박진감 넘치게 했다고 옹호하기도 했다.
| 날짜            | 팀 1       | 결과 | 팀 2       | 라운드              | 관중 수 |
| --------------- | ---------- | ---- | ---------- | ------------------- | ------- |
| 1982년 6월 29일 | 이탈리아   | 2–1  | 아르헨티나 | C조 (2차 조별 리그) | 43,000  |
| 1982년 7월 2일  | 아르헨티나 | 1–3  | 브라질     | C조 (2차 조별 리그) | 44,000  |
| 1982년 7월 5일  | 이탈리아   | 3–2  | 브라질     | C조 (2차 조별 리그) | 44,000  |

### 기타 행사
이 경기장은 1988 UEFA컵 결승전 1차전을 개최했는데, 에스파뇰은 이 경기에서 레버쿠젠을 상대했다.
1988년 7월 20일, 핑크 플로이드는 이 경기장에서 일시적 사유의 부재 순회의 스페인 공연을 이 곳에서 열었고, 사흘 후에는 조지 마이클이 신념 순회의 스페인 공연을 열었다.
스팅은 1991년에 6월 12일에 《The Soul Cages》 순회 스페인 공연을 이 곳에서 열었다.
이 경기장은 1992년 하계 올림픽 당시 축구 5경기를 주최하기도 했다.

## 철거와 매각
에스파뇰은 재정난으로 인해 경기장을 부동산 개발업자에게 매각해야 했다. 사리아에서 열린 마지막 경기는 1997년 6월 21일, 에스파뇰과 발렌시아 간의 경기였다. 에스파뇰은 이 경기에서 3-2로 이겼는데, 사리아에서의 마지막 골은 발렌시아에서 온 이반 캄포가 넣었다. 이후, 구단은 2009년까지 몬주이크의 류이스 콤파니스 올림픽 경기장에서 안방 경기를 치르다가 쿠르넬랴 데 류브레가트와 엘 프라트 데 류브레가트 경계에 새로 연 쿠르넬랴-엘 프라트의 신구장에 입주했다.